# Enzersdorf an der Fischa
Enzersdorf an der Fischa è un comune austriaco di 3 491 abitanti nel distretto di Bruck an der Leitha, in Bassa Austria; ha lo status di comune mercato (Marktgemeinde). Nel 1970 ha inglobato il comune soppresso di Margarethen am Moos.